# Bert Grabsch
Bert Grabsch est un coureur cycliste allemand né le 19 juin 1975 à Wittemberg. Il est professionnel de 1998 à 2013. Il est le frère cadet de Ralf Grabsch, qui a également été coureur professionnel. Les frères Grabsch ont couru ensemble une année en professionnel, en 1999.

## Biographie
Bert Grabsch grandit près de Wittemberg, où il pratique le football, jusqu'à ce que l'exemple de son grand frère Ralf, qui deviendra cycliste professionnel, lui fasse choisir le cyclisme. Il apprend le cyclisme dans les équipes BSG Chemie Piesteritz puis SC DHfK Leipzig. En 1997, il remporte une étape contre-la-montre du Tour de Bavière et termine notamment deuxième du championnat d'Allemagne du contre-la-montre et huitième du championnat du monde du contre-la-montre espoirs. Sa réputation de rouleur n'est déjà plus à faire en Allemagne. Après ces résultats, il passe professionnel en 1998 au sein de la petite équipe allemande Agro Adler Brandenburg, qui évolue en deuxième division. 
Grabsch rejoint en 1999 une autre formation allemande, le Team Cologne. Il se distingue sur des courses par étapes courtes, où la décision se fait sur un contre-la-montre, comme le Tour de Basse-Saxe, qu'il termine troisième en 2000, ou le Regio-Tour, où il gagne une nouvelle étape en 1999. Il montre aussi des qualités pour les courses d'un jour, terminant quatrième du Grand Prix de Francfort et remportant le Hel van het Mergelland en 2000.
Grabsch quitte alors le Team Cologne pour l'équipe suisse Phonak. Il confirme ses prédispositions pour le contre-la-montre, terminant notamment troisième du Grand Prix Eddy Merckx en 2001 avec son coéquipier Jean Nuttli, mais se montre également capable d'échappées au long cours. Il termine ainsi deuxième du Tour de Cologne en 2002 derrière Gian Matteo Fagnini, puis remporte des étapes du Tour de Basse-Saxe et du Tour de la Région wallonne en 2001, et une étape du Tour de Burgos en 2002. Sur le Tour d'Italie la même année, il s'échappe régulièrement, et manque deux fois de peu la victoire d'étape. 
Souvent équipier, il réalise des performances décevantes chez Phonak, ne remportant plus aucune victoire avant août 2005, lorsqu'il gagne le Tour de la Hainleite. La même année, il termine 10e de la HEW Cyclassics, puis 15e de Tirreno-Adriatico l'année suivante. 
Quittant Phonak pour T-Mobile en 2007, Grabsch y obtient les meilleurs résultats de sa carrière. En 2007, il remporte enfin le titre de Champion d'Allemagne du contre-la-montre qui lui semblait promis depuis ses débuts. Il remporte également la 8e étape du Tour d'Espagne contre-la-montre. Peu après cette course, il termine quatrième du championnat du monde du contre-la-montre. 
La réussite de Grabsch en 2008 est encore plus inattendue. À 33 ans, il réalise la meilleure saison de sa carrière. En juin, il est pour la deuxième fois Champion d'Allemagne du contre-la-montre, puis remporte les étapes contre-la-montre du Tour d'Autriche et du Tour de Saxe, ce qui lui permet de remporter cette dernière course. Il est tout proche de rééditer cette performance à Brème, lors de la dernière étape du Tour d'Allemagne. Surtout, en fin de saison, pour sa dernière course, Grabsch crée la surprise en remportant le titre de Champion du monde du contre-la-montre avec 43 secondes d'avance sur le Canadien Svein Tuft.
En 2009, Grabsch s'impose pour la troisième fois lors du championnat d'Allemagne du contre-la-montre.
En 2011, Bert Grabsch remporte le championnat d'Allemagne du contre-la-montre devant Tony Martin. Le 9 juillet, il s'adjuge le contre-la-montre de la septième étape du Tour d'Autriche devant Jesse Sergent et son équipier Patrick Gretsch.
En 2013, le contrat de Grabsch avec Omega Pharma-Quick Step n'est pas prolongé. N'ayant pas d'opportunités de poursuivre sa carrière, l'Allemand annonce alors la fin de sa carrière à la fin du mois d'octobre.

## Palmarès et résultats

### Palmarès par année
| - 1996 - 2e du Rund um Berlin - 1997 - 3eb étape du Tour de Bavière (contre-la-montre) - 2e du championnat d'Allemagne du contre-la-montre - 8e du championnat du monde du contre-la-montre espoirs - 1998 - 4e étape du Regio-Tour - 1999 - 5e étape du Regio-Tour - 2000 - Hel van het Mergelland - 3e du Tour de Basse-Saxe - 3e du Stadsprijs Geraardsbergen - 2001 - 5e étape du Tour de Basse-Saxe - 2e étape du Tour de la Région wallonne - 2e du Tour de Cologne - 2e du Giro del Mendrisiotto - 3e du Grand Prix Eddy Merckx (avec Jean Nuttli) - 2002 - 1re étape du Tour de Burgos - 2005 - Tour de la Hainleite - 2e du Eindhoven Team Time Trial (avec Phonak) - 10e de la HEW Cyclassics | - 2007 - Championnat d'Allemagne du contre-la-montre - 8e étape du Tour d'Espagne (contre-la-montre) - 2e du Tour de Bavière - 3e du Tour de Bochum - 4e du championnat du monde du contre-la-montre - 2008 - Champion du monde du contre-la-montre - Champion d'Allemagne du contre-la-montre - 6e étape du Tour d'Autriche (contre-la-montre) - Tour de Saxe : - Classement général - 4e étape (contre-la-montre) - 2009 - Champion d'Allemagne du contre-la-montre - 4e étape du Critérium du Dauphiné libéré (contre-la-montre) - 9e du championnat du monde du contre-la-montre - 2011 - Champion d'Allemagne du contre-la-montre - 7e étape du Tour d'Autriche (contre-la-montre) - 4e du championnat du monde du contre-la-montre - 2012 - 2e du championnat d'Allemagne du contre-la-montre - 8e du contre-la-montre des Jeux olympiques |  |

### Résultats sur les grands tours

#### Tour de France
7 participations
- 2004 : 81e
- 2005 : 103e
- 2006 : 107e
- 2007 : 105e
- 2009 : 134e
- 2010 : 169e
- 2012 : 125e

#### Tour d'Espagne
6 participations
- 2002 : 101e
- 2003 : 88e
- 2004 : 86e
- 2007 : non-partant (17e étape), vainqueur de la 8e étape (contre-la-montre)
- 2009 : non-partant (18e étape)
- 2011 : 136e

#### Tour d'Italie
1 participation
- 2002 : 61e

### Classements mondiaux
| Année                  | 2005 | 2006 | 2007 | 2008 | 2009 | 2010 | 2011 | 2012 | 2013 |
| ---------------------- | ---- | ---- | ---- | ---- | ---- | ---- | ---- | ---- | ---- |
| Classement ProTour     | 166e |      | 127e | 132e |      |      |      |      |      |
| Calendrier mondial UCI |      |      |      |      | 148e | 194e |      |      |      |
| UCI World Tour         |      |      |      |      |      |      | 228e | nc   | 219e |

## Distinctions
- Cycliste allemand de l'année : 2008